# Jussi Aalto (fotógrafo)
Jussi Aalto (Helsinki, 21 de septiembre de 1945) es un fotógrafo finlandés.

## Biografía
En 1958 comenzó a hacer fotografías con una cámara Minolta que le regaló su padre, pero en 1964 le regaló una Canonflex. En 1966 comenzó a trabajar como fotógrafo publicitario, pero pronto se dedicó en mayor medida a los reportajes fotográficos en Laatukuva. En 1969 entró como redactor en la revista fotográfica Kameralethi, aunque prosiguió con su trabajo de fotógrafo freelance. También trabajó como editor fotográfico para la revista Näköpiiri entre 1977 y 1982.
A partir de 1974 estuvo ejerciendo como profesor en la Universidad y en el Instituto de Artes Industriales de Lahti, impartiendo Historia de la Fotografía y Retrato fotográfico. 
En 1978 y 1985 recibió el Premio Nacional de Fotografía de Finlandia.
Su obra ha estado expuesta en numerosas exposiciones en su país y varias veces en el extranjero.
Desde 2007 recibe una pensión del gobierno finlandés y se dedica en exclusiva a la fotografía personal.